# Новосибирский (посёлок)
Новосиби́рский — посёлок в Козульском районе Красноярского края России. Входит в состав Жуковского сельсовета. 

## География
Находится восточнее реки Кемчуг, примерно в 19 км к юго-востоку от районного центра, посёлка Козулька, на высоте 300 метров над уровнем моря.

## Население
| 2010 |
| ---- |
| 100  |

По данным Всероссийской переписи, в 2010 году численность населения посёлка составляла 100 человек (49 мужчин и 51 женщина).

## Улицы
Уличная сеть посёлка состоит из одной улицы (ул. Строителей).